# Suite principale d'un groupe
En algèbre, et plus particulièrement en théorie des groupes, une suite principale d'un groupe est une suite de composition de ce groupe satisfaisant à certaines conditions analogues aux conditions définissant une suite de Jordan-Hölder.

## Définition
Une suite normale, ou suite distinguée, d'un groupe G est une suite de composition de G formée de sous-groupes normaux de G. Une suite principale de G est une suite normale de G strictement décroissante et n'admettant pas de raffinement autre qu'elle-même parmi les suites normales strictement décroissantes de G. Cette dernière condition revient à dire qu'il est impossible d'intercaler un nouveau sous-groupe normal de G entre deux sous-groupes consécutifs de la suite.

## Suite principale comme suite de Jordan-Hölder d'un certain groupe à opérateurs
Le groupe G peut être muni d'une structure de groupe à opérateurs dans l'ensemble G, l'ensemble G opérant sur le groupe G par conjugaison. Plus précisément, l'homothétie de ce groupe à opérateurs associée à l'élément x de l'ensemble G est l'automorphisme intérieur g ↦ x−1gx de G. Les sous-groupes stables (autrement dit les G-sous-groupes) de ce groupe à opérateurs sont les sous-groupes normaux de G. Donc dans le présent cas, les notions de sous-groupe stable et de sous-groupe stable normal coïncident. Les suites principales de G sont exactement les suites de Jordan-Hölder du G-groupe G ainsi défini.

## Propriétés
Soit
une suite normale strictement décroissante de G. D'après la théorie générale des suites de Jordan-Hölder d'un groupe à opérateurs, cette suite est une suite principale de G si et seulement pour tout i > 0, le G-groupe quotient Gi-1/Gi est G-simple. Cette condition revient à dire que pour tout i> 0, le groupe Gi-1/Gi est un sous-groupe normal minimal de G/Gi.
Puisque tout sous-groupe normal minimal est caractéristiquement simple, il en résulte que les facteurs d'une série principale sont des groupes caractéristiquement simples. Ce ne sont pas forcément des groupes simples, comme le montre l'exemple du groupe alterné A4, qui admet la suite principale
{\displaystyle A_{4}\supset V\supset \ \{e\},}
où V désigne le sous-groupe de Klein de A4 : le quotient V/{e} est simple comme G-groupe et est caractéristiquement simple comme groupe, mais n'est pas simple comme groupe.
On sait que tout groupe à opérateurs fini admet une suite de Jordan-Hölder et que, plus généralement, un groupe à opérateurs admet une suite de Jordan-Hölder si et seulement si ses sous-groupes stables satisfont aux conditions de chaîne ascendante et descendante. Donc tout groupe fini admet une suite principale et, plus généralement, un groupe  admet une suite principale si et seulement si ses sous-groupes normaux satisfont aux conditions de chaîne ascendante et descendante.
Si un groupe admet une suite de Jordan-Hölder, il admet une suite principale. En effet, si un groupe G admet une suite de Jordan-Hölder, alors, d'après ce qui précède, toute suite croissante et toute suite décroissante de sous-groupes de G est stationnaire, donc, en particulier, toute suite croissante et toute suite décroissante de sous-groupes normaux de G est stationnaire.
Puisque tout sous-groupe d'un groupe abélien est normal, les suites principales d'un groupe abélien sont exactement ses suites de Jordan-Hölder. Le groupe additif Z des entiers rationnels, qui est abélien, n'a pas de suite de Jordan-Hölder (car, par exemple, la suite décroissante des sous-groupes 2nZ n'est pas stationnaire), donc Z est un exemple de groupe n'admettant pas de suite principale.
D'après le théorème de Jordan-Hölder étendu aux groupes à opérateurs, deux suites principales d'un même groupe G sont équivalentes comme suites de composition du G-groupe G. Autrement dit, on peut énumérer les facteurs de ces deux suites de sorte qu'un facteur de la première suite et un facteur de la seconde suite venant en même position soient toujours G-isomorphes et a fortiori isomorphes comme groupes.
En disant que ces facteurs sont G-isomorphes, on dit plus qu'en disant qu'ils sont isomorphes comme groupes. Par exemple, prenons pour G le produit direct S3 × C3 de S3 (groupe symétrique d'un ensemble à trois éléments) et d'un groupe cyclique C3 d'ordre 3. Alors
et
sont deux suites principales de G : en effet, les sous-groupes sont normaux dans G et les ordres des facteurs sont des nombres premiers. Par exemple d'après le deuxième théorème d'isomorphisme tel qu'il s'étend aux groupes à opérateurs, le quotient C3/{e} de la première suite est G-isomorphe au quotient (A3 × C3)/A3 de la seconde suite et le quotient (A3 × C3)/C3 de la première suite est G-isomorphe au quotient A3/{e} de la seconde suite. En revanche, le quotient C3/{e} de la première suite et le quotient A3/{e} de la seconde suite (qui sont isomorphes comme groupes) ne sont pas G-isomorphes. Pour prouver ce dernier fait, notons d'abord que C3 est contenu dans le centre de G, et est même égal à ce centre, puisque le centre d'un produit direct est le produit des centres des facteurs. D'autre part, puisque nous venons de voir que le centre de G est C3, A3 n'est pas contenu dans ce centre. Il résulte évidemment de nos deux résultats que C3/{e} est contenu dans le centre de G/{e} et que A3/{e} ne l'est pas. Or de façon générale, si H, K, L, M sont des sous-groupes normaux d'un groupe G tels que K ⊆ H et M ⊆ L, si H/K est G-isomorphe à L/M, si H/K est contenu dans le centre de G/K, alors L/M est contenu dans le centre de G/M. (En effet, comme on le vérifie facilement, dire que H/K est contenu dans le centre de G/K revient à dire que les homothéties du G-groupe H/K se réduisent à l'identité. Or on montre facilement que si X est un ensemble, si R et S sont des X-groupes X-isomorphes, si les homothéties du X-groupe R se réduisent à l'identité, il en est de même des homothéties du X-groupe S.) Donc C3/{e} et A3/{e} ne sont pas G-isomorphes.

## Généralisation
La notion de suite principale s'étend de façon immédiate aux groupes à opérateurs. Si G est un groupe à opérateurs dans un ensemble Ω, une suite normale, ou suite distinguée, de ce groupe à opérateurs est par définition une suite de composition de G formée de sous-groupes stables normaux (autrement dit de Ω-sous-groupes normaux) de G. Une suite principale de G est par définition une suite normale du Ω-groupe G strictement décroissante et n'admettant pas de raffinement autre qu'elle-même parmi les suites normales strictement décroissantes du Ω-groupe G. Cette dernière condition revient à dire qu'il est impossible d'intercaler un nouveau sous-groupe stable normal de G entre deux sous-groupes consécutifs de la suite.
On étend de façon évidente la notion d'équivalence de deux suites normales d'un Ω-groupe (en considérant des isomorphismes qui sont à la fois des Ω-isomorphismes et des G-isomorphismes) et on a alors un théorème de Jordan-Hölder pour les suites principales d'un Ω-groupe, mais si on veut le déduire comme cas particulier du théorème de Jordan-Hölder pour les groupes à opérateurs, il faut définir sur G une structure de groupe à opérateurs qui « combine » les structures de Ω-groupe et de G-groupe. On peut procéder comme suit.
Si le même groupe G est muni à la fois d'une structure de A-groupe et d'une structure de B-groupe, où A et B sont deux ensembles, désignons par A+B la somme ensembliste ou réunion disjointe de A et B, c'est-à-dire la réunion de {1} × A et {2} × B, et faisons opérer A+B sur G par g(1,a) = ga, où le second membre correspond à l'opération de A sur G, et par g(2,b) = gb, où le second membre correspond à l'opération de B. Un sous-groupe du groupe G est à la fois un A-sous-groupe et un B-sous-groupe si et seulement si c'est un (A+B)-sous-groupe. Si un groupe H est lui aussi un A-groupe et un B-groupe, un homomorphisme du groupe G dans le groupe H est à la fois un A-homomorphisme et un B-homomorphisme si et seulement si c'est un (A+B)-homomorphisme. En faisant A = Ω et B = G, on obtient une structure de groupe à opérateurs sur G telle que le théorème de Jordan-Hölder appliqué à cette structure revienne au théorème indiqué plus haut.